# Český Krumlov
Český Krumlov (tyska: Böhmisch Krumau, även Krumau an der Moldau eller Krummau an der Moldau) är en stad i södra Tjeckien nära gränsen till Österrike, 13 160 invånare (2016). Staden har många byggnader från gotik, renässans och barock. Staden ligger i okresen Český Krumlov.
Stadens historiska delar är sedan 1992 upptagna av Unesco som världsarv. Stadskärnan har fler än 300 skyddade byggnader och den präglas av ett slottskomplex som efter Pragborgen är Tjeckiens näst största i sitt slag.

## Bildgalleri

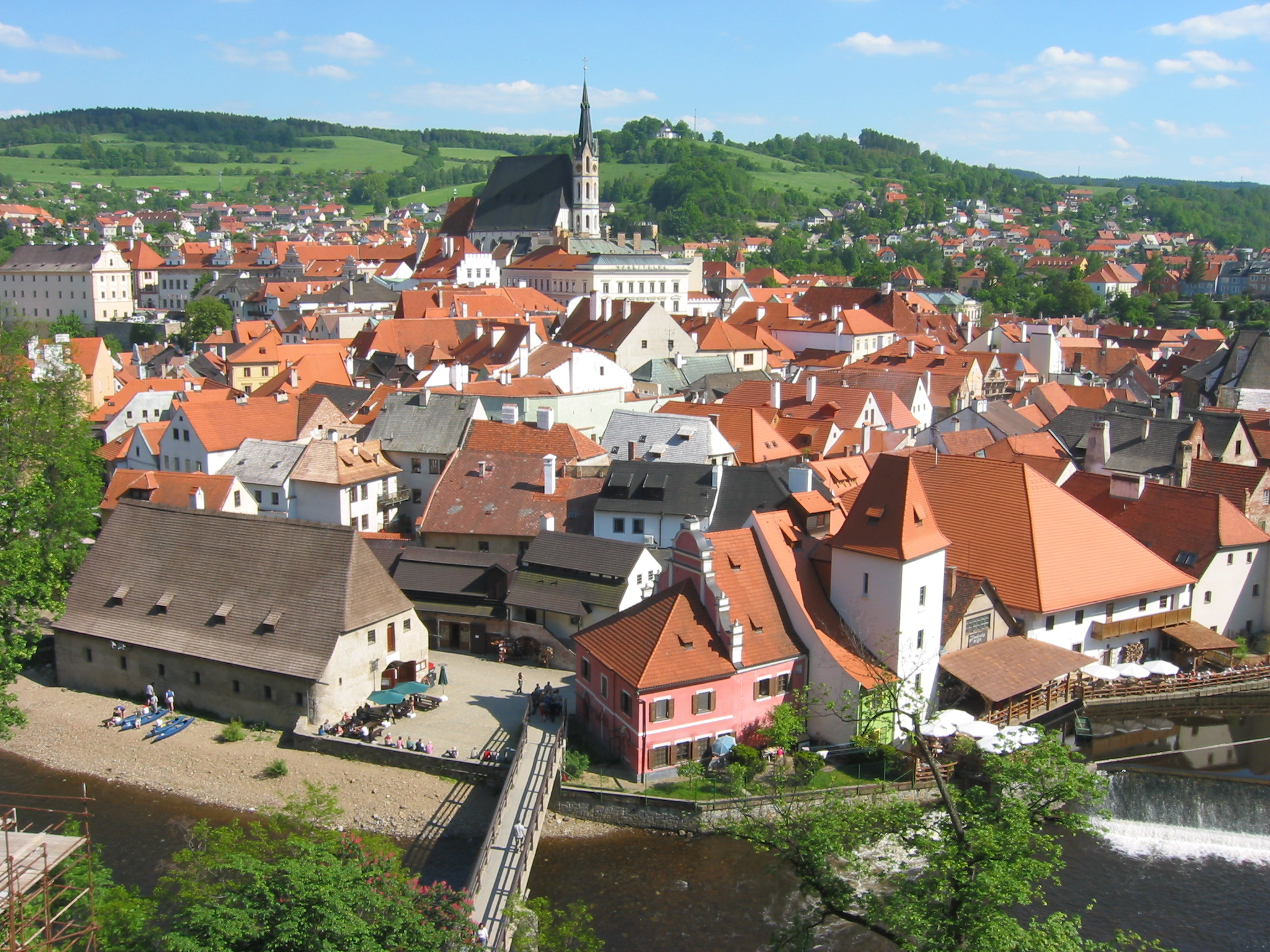
Staden från slottet
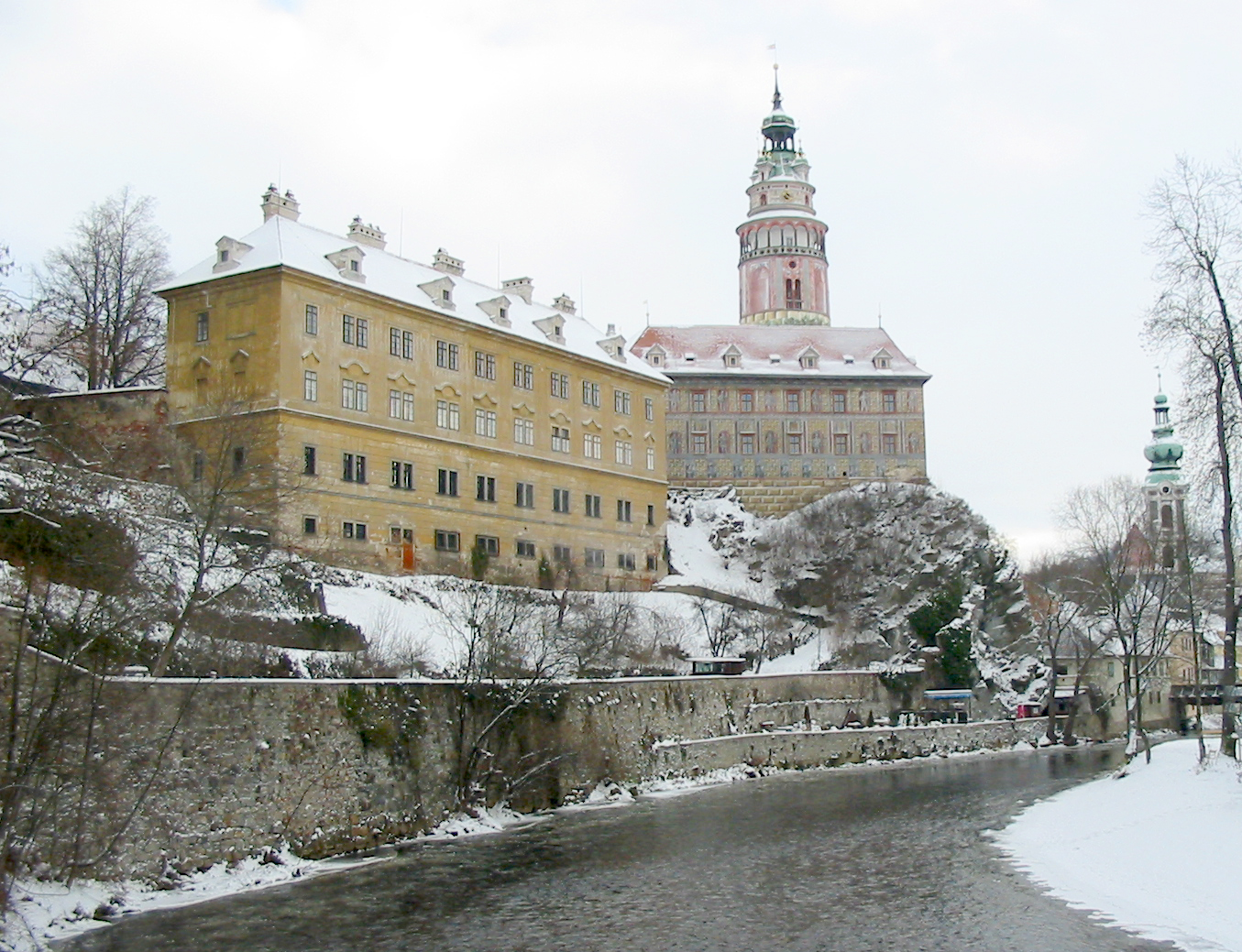
Slottet
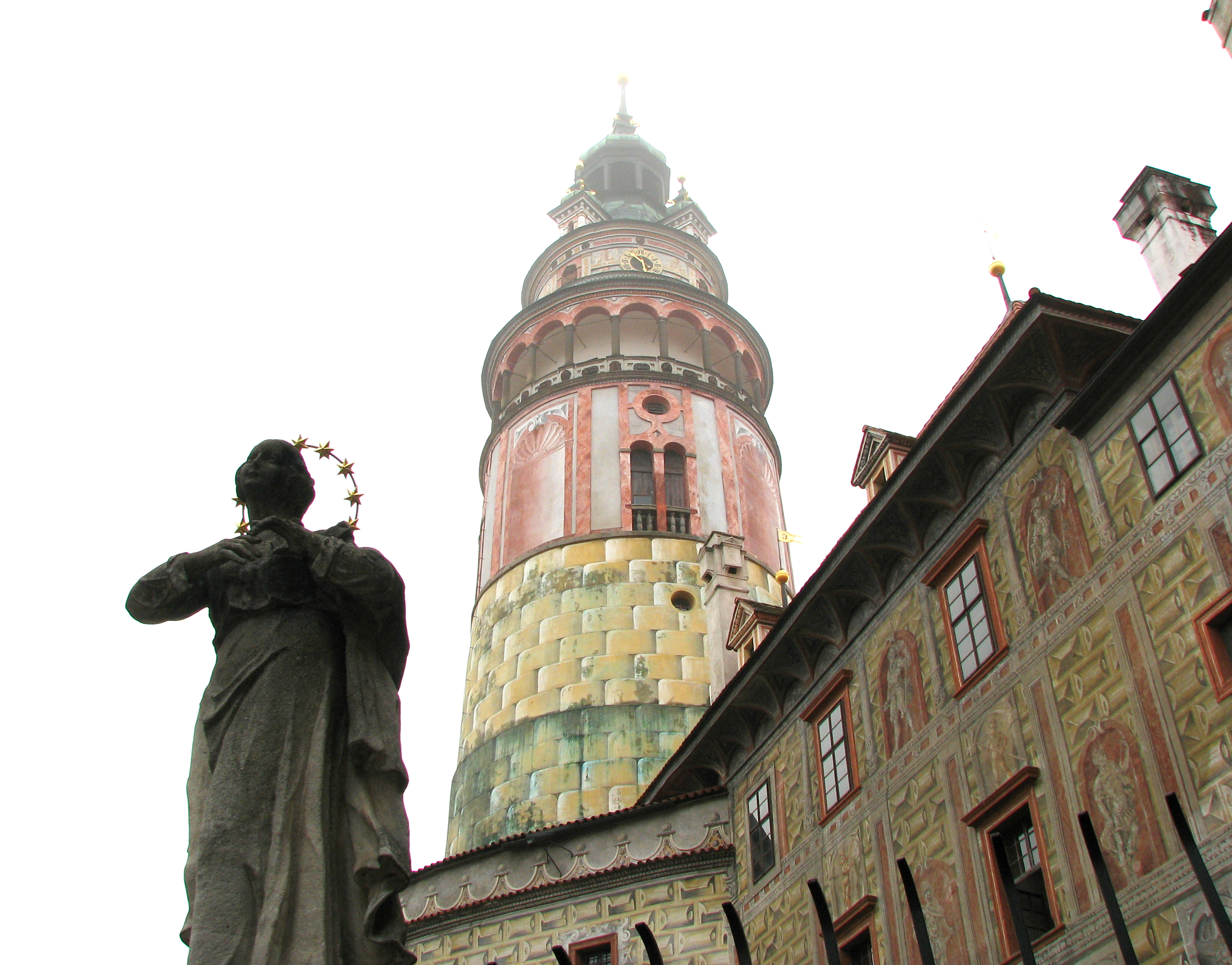
Slottstornet
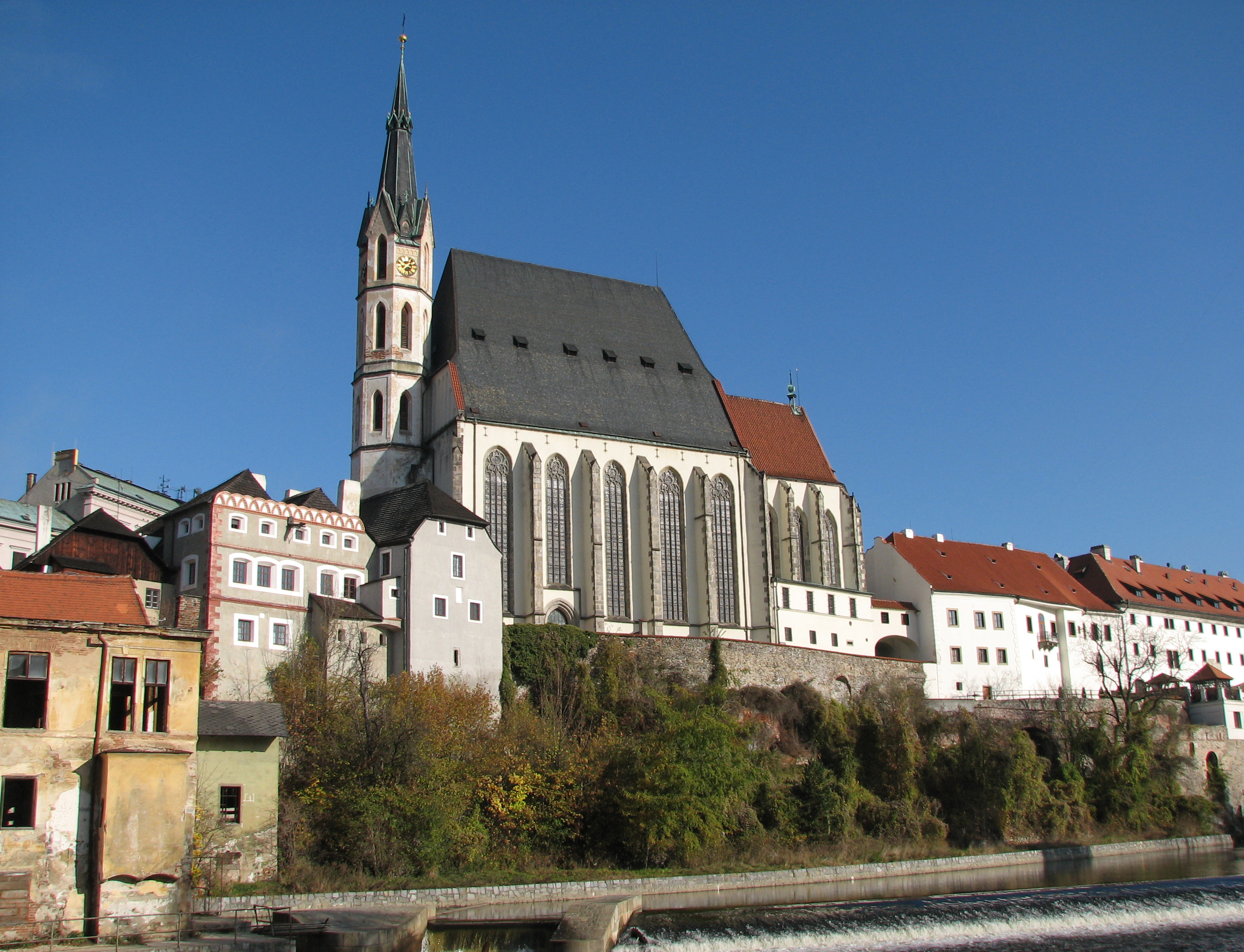
St. Vitus kyrkan
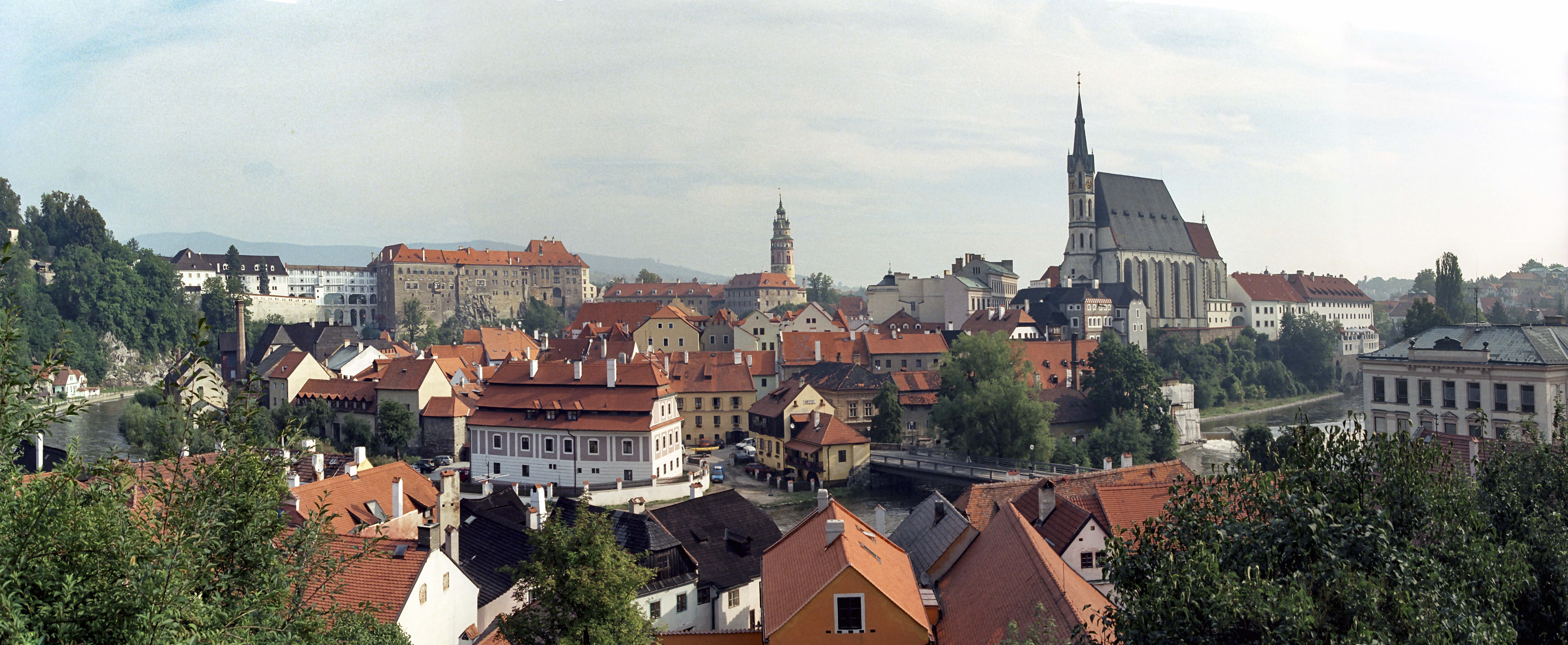
Panorama
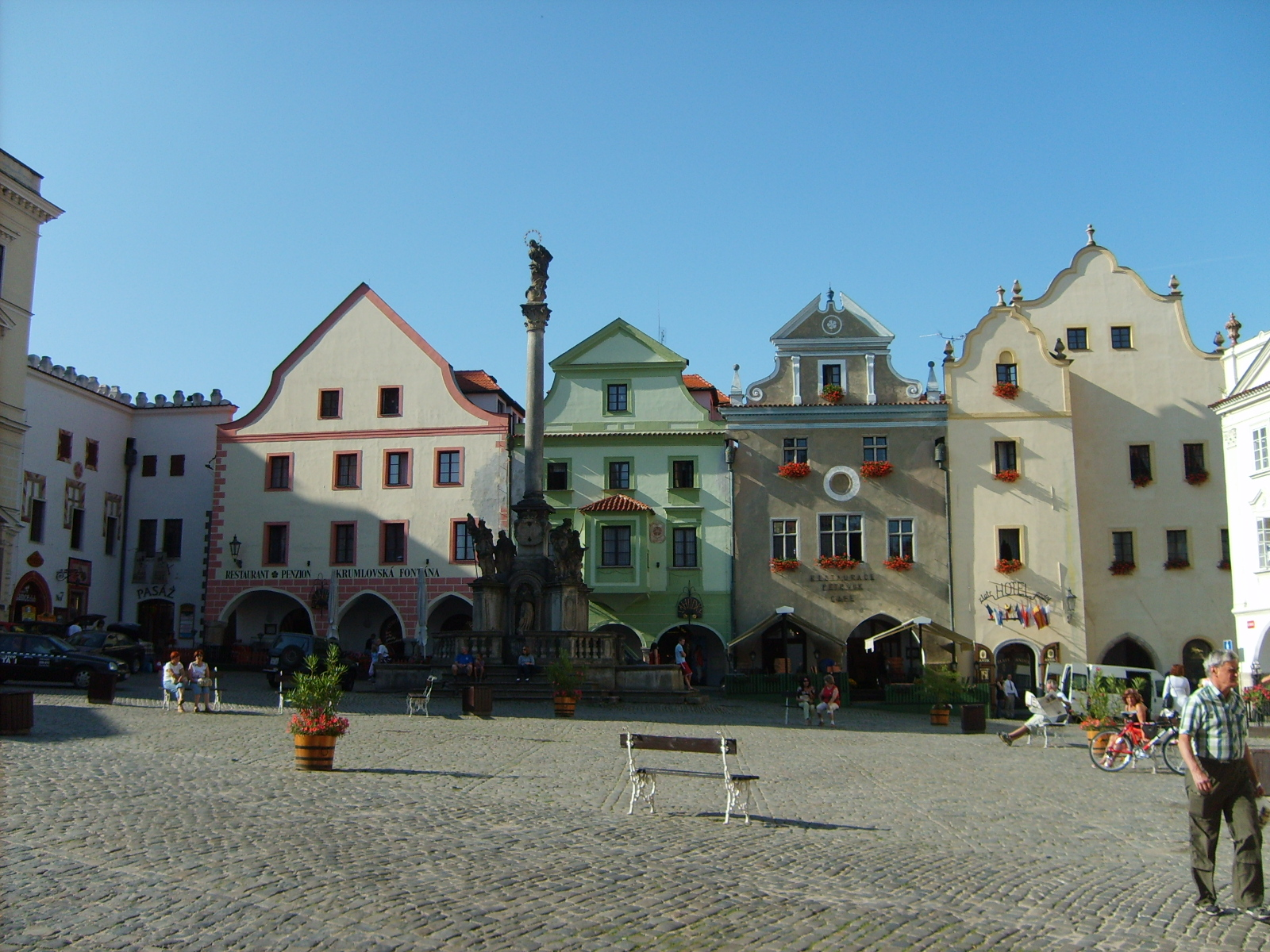
Huvudgatan
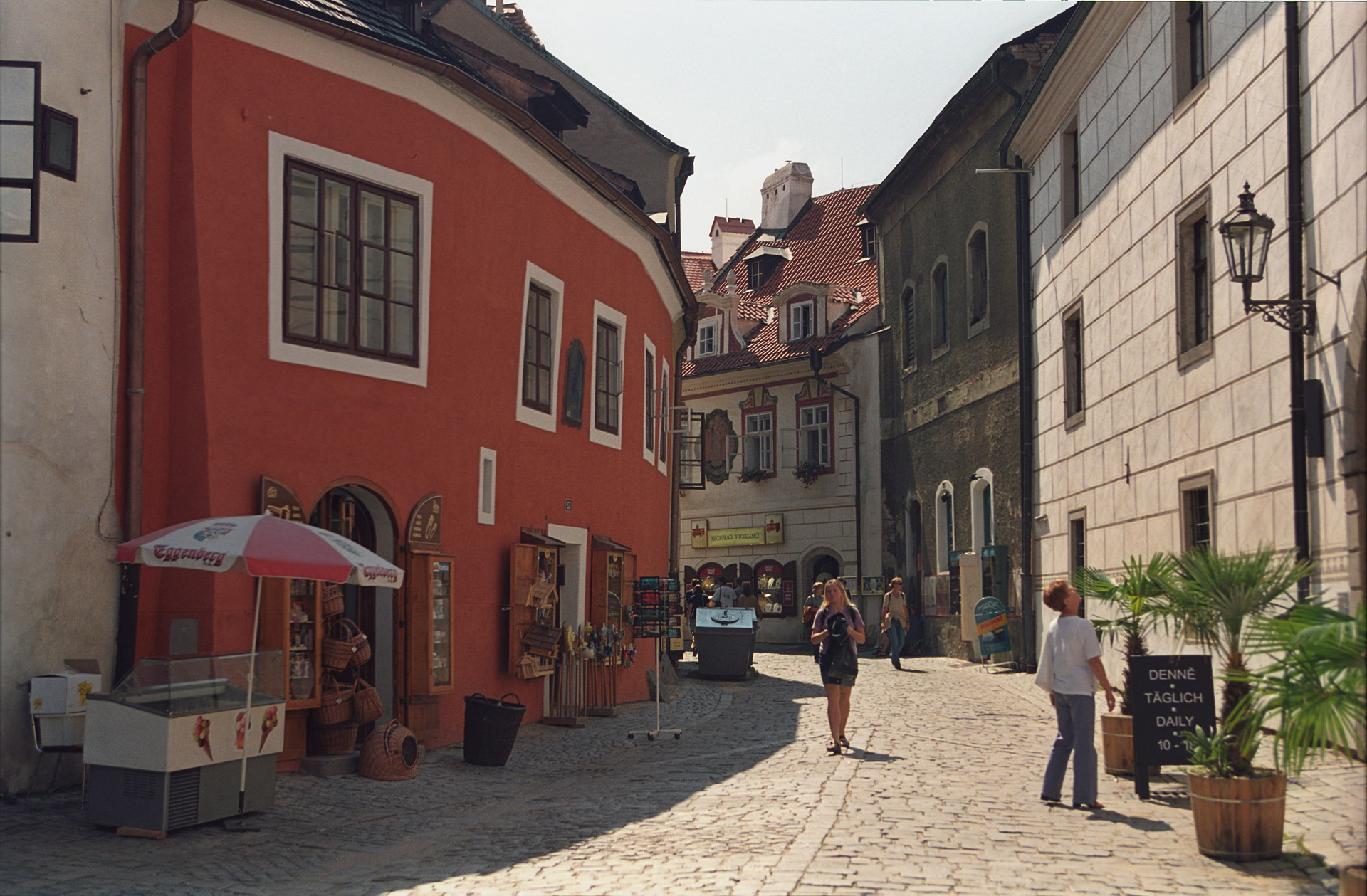
Gata i Krumlov
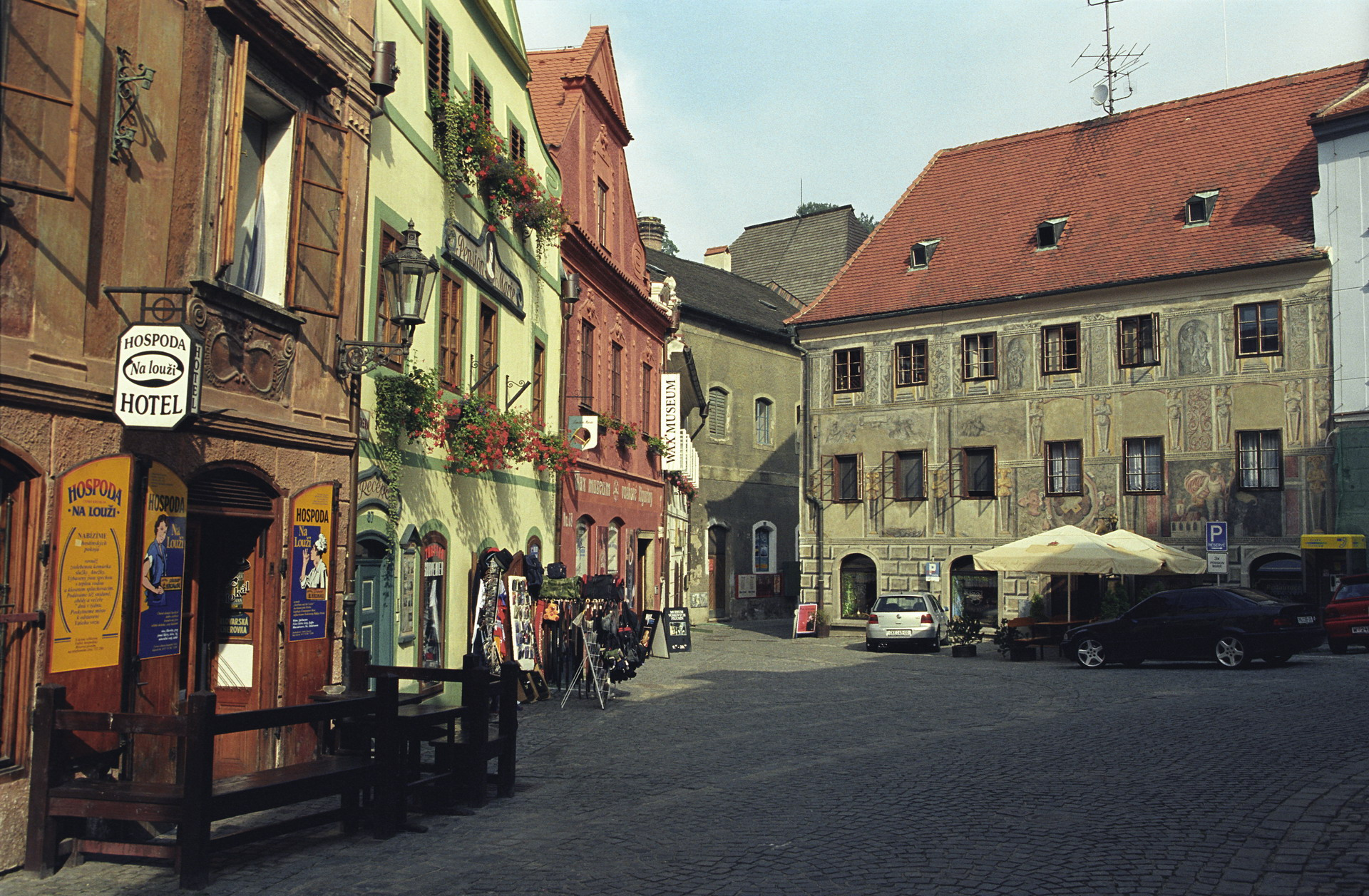
Gata i Krumlov